# Antoine-Labelle
Antoine-Labelle – regionalna gmina hrabstwa (MRC) w regionie administracyjnym Laurentides prowincji Quebec, w Kanadzie. Stolicą jest miasto Mont-Laurier. Składa się z 27 gmin: 2 miast, 13 gmin, 1 wsi i 11 terytoriów niezorganizowanych.
Antoine-Labelle ma 35 159 mieszkańców. Język francuski jest językiem ojczystym dla 97,8%, angielski dla 1,4% mieszkańców (2011).